# Gare de Milhac-d’Auberoche
Gare de Milhac-d'Auberoche vasútállomás Franciaországban, Milhac-d'Auberoche településen.

## Vasútvonalak
Az állomást az alábbi vasútvonalak érintik:
- Coutras-Tulle-vasútvonal

## Kapcsolódó állomások
A vasútállomáshoz az alábbi állomások vannak a legközelebb:
- Gare de Saint-Pierre-de-Chignac
- Gare de Limeyrat